# Île Hugo
L'île Hugo (ou Victor Hugo) est une île isolée recouverte de glace de 2 kilomètres de long, avec plusieurs îlots rocheux et pinacles de son côté est, situé du côté ouest de la péninsule Antarctique, à environ 74 kilomètres sud-ouest du cap Albert-de-Monaco (île Anvers). En face de la pénisule de Kiev (en), elle est à équidistance des archipels Palmer  et Biscoe
Elle a probablement été découvert par C.J.Evensen, capitaine du Peninsula en 1893, car une île sans nom d'une étendue et d'un emplacement similaires est apparue pour la première fois sur les cartes à cette époque. L'île a été cartographiée par l'expédition antarctique française, 1903–05, sous la direction du commandant Charcot, qui l'a nommée en l'honneur du poète et romancier français Victor Hugo, grand-père de la première épouse de Charcot, dont le nom de jeune fille était Jeanne Hugo.